# Lucas Fox
Lucas Fox es un baterista, popular por haber hecho parte de la agrupación inglesa Motörhead. También perteneció a la banda de punk Warsaw Pakt.

## Motörhead
En 1975 Fox fue invitado junto a Larry Wallis para iniciar la banda Bastards, nuevo proyecto de Lemmy Kilmister. Tiempo después la agrupación cambió su nombre a Motörhead. Fox fue miembro de la banda durante seis meses, siendo reemplazado por Phil "Philthy Animal" Taylor.

## Discografía

### Con Motörhead
- Motorhead - On Parole
- Motorhead - The Birthday Party - Live

### Con Warsaw Pakt
- Warsaw Pakt - Needle Time